# Nerocila falklandica
Nerocila falklandica là một loài chân đều trong họ Cymothoidae. Loài này được Cunningham miêu tả khoa học năm 1871.